# Karin Heisen
Karin Alexandra Heisen (* 30. November 1998 in Cleveland) ist eine US-amerikanische Fußballspielerin, die auch die deutsche Staatsangehörigkeit besitzt.

## Karriere
Heisen spielte in ihrer Jugend zuletzt und bis zum Saisonende 2016/17 für den Fuerza FC, bevor sie nach Frankreich gelangte.
In der Saison 2017/18 kam sie für Stade Brest in elf Punktspielen in der Division 2 Féminine zum Einsatz. Ihr Ligadebüt gab sie am 1. Oktober 2017 (4. Spieltag) bei der 0:1-Niederlage im Heimspiel gegen die Frauenfußballmannschaft von US Saint-Malo. Ihr einziges Tor für die Mannschaft erzielte sie im Wettbewerb um den nationalen Vereinspokal am 10. Dezember 2017 beim 5:3-Sieg gegen den lokalen Verein aus Baugé-en-Anjou in der Premier tour fédéral (Erste Bundesrunde) mit dem Treffer zum 3:0 in der 16. Minute. Bis zum Aus im Viertelfinale bestritt sie vier weitere Pokalspiele.
Nach Deutschland gelangt, spielte sie in der Saison 2018/19 für den FFC Wacker München in der drittklassigen Regionalliga Süd und bestritt in dieser Spielklasse zehn Punktspiele, sowie ein Punktspiel für die Zweitvertretung in der Landesliga Bayern. Mit dem Abstieg ihrer Mannschaft begleitete sie sie in die Bayernliga, in der sie zwölf Punktspiele bestritt. Zur Saison 2020/21 folgte die Rückkehr in die Regionalliga Süd.
Von 2021 bis 2023 gehörte sie dem österreichischen Bundesligisten FC Bergheim an, für den sie in diesem Zeitraum in acht Punktspielen (12. März bis 29. Mai 2022), einem Pokalspiel und drei Freundschaftsspielen eingesetzt wurde. In ihrer zweiten Saison bestritt sie ein Freundschaftsspiel und ein Punktspiel in der Future League für die Zweitvertretung.
Zur Saison 2023/24 wurde sie vom Zweitligisten 1. FFC Turbine Potsdam verpflichtet. Am 29. Oktober 2023 (9. Spieltag) kam sie bei der 0:8-Niederlage im Auswärtsspiel gegen den 1. FC Union Berlin in der drittklassigen Regionalliga Nordost das erste Mal für die Zweitvertretung in einem Punktspiel zum Einsatz.

## Erfolge
- Meister 2. Bundesliga 2024 und Aufstieg in die Bundesliga (mit dem 1. FC Turbine Potsdam; ohne Einsatz)
- Aufstieg in die Regionalliga Süd 2020 (mit dem FFC Wacker München)
- Französischer Pokal-Viertelfinalist 2018 (mit Stade Brest)